# 高橋三千綱
高橋 三千綱（たかはし みちつな、1948年1月5日 - 2021年8月17日）は、日本の作家。大阪府豊中市出身。

## 略歴
作家である高野三郎の長男として生まれる。3歳の時東京都に転居。8歳の時、父親がいわゆる「保証被り」により莫大な借金を背負い、比較的豊かな暮らしぶりが一変、半年から1年程で各地を転居することとなる。
小学校時代、テレビや映画に子役として出演。のちにNHK児童劇団に入り、多数のラジオドラマに声優として出演。中学時代は剣道に打ち込む。東京都立神代高等学校在学時は各地を旅をする。
高校卒業後、サンフランシスコ州立大学英語学科創作コースへ入学するが、父親が重病となり、3年目に帰国。アメリカでの滞在記『シスコで語ろう』を自費出版する。
1971年、早稲田大学第一文学部英文科へ入学。学費未納により2年で除籍され、東京スポーツ新聞社に新聞記者として入社。新聞記事を書くかたわら小説を執筆。
1974年に結婚。翌1975年退社し作家業に専念する。「退屈しのぎ」で第17回群像新人文学賞。
1975年には、角川春樹による古代船「野性号」での対馬海峡西水道の横断航海に同行する。
1978年、「九月の空」で第79回芥川賞受賞。同年12月2日に松竹より脚本/中岡京平、監督/山根成之、主演/石野真子で映画化された。
1982年、十二指腸潰瘍の手術のため入院。退院後に体力回復のためゴルフを始める。以降ゴルフに関する著作も多い。
1983年3月、「真夜中のボクサー」の映画化に当たり、台詞の言い回しを巡るトラブルから配役を下ろされた俳優の中山一也に股をナイフで刺され、入院。
2001年7月の第19回参議院議員通常選挙に、比例区から自由連合公認で立候補するが落選している。
自身の作品がたびたびコミカライズされているほか、原作者を担当した漫画作品も多数ある。
また、1981年公開の劇場映画『スローなブギにしてくれ』（角川映画）では、「作業服の男」役として出演している。
2021年8月17日、東京都八王子市の自宅で、肝硬変と食道がんのため死去。73歳没。

## 受賞歴
- 1974年 - 「退屈しのぎ」で第17回群像新人文学賞受賞
- 1978年 - 「九月の空」で第79回芥川賞受賞

## 連載中の作品
- 倶楽部チャンピオン物語 - 学研『パーゴルフ』掲載
- お江戸の用心棒 - 双葉社『週刊大衆』掲載
- 珠玉の人生 - 日経BP『日経ビジネスオンライン』掲載
- 今週のご意見番 - 『産経新聞』（月に一度掲載）
- 楽天家の人生発見 - テーミス『月刊テーミス』掲載 - エッセイ
- 本日も楽天日和 - 『東京スポーツ』（金曜号）掲載 - エッセイ
- 医療のことわざ - メディカル・ジャーナル社『べんちのーと』掲載 - エッセイ
- 光る風 - 作画：高橋功一郎、ALBA『アルバトロス・ビュー』掲載 - 漫画原作

## 著書
- 「シスコで語ろう」1971年、栄光出版社、自費出版。1978年、角川文庫。
- 「退屈しのぎ」1975年、講談社。 1978年、講談社文庫。
- 「彼の初恋」1977年、講談社。1980年、講談社文庫。
- 「グッドラック」1977年、角川書店。のちに「対岸の祝日」と改題、1980年、角川文庫。
- 「怒れど犬」1978年、講談社。1981年、講談社文庫。
- 「九月の空」1978年、河出書房新社。 1979年、角川文庫。1978年に映画化（松竹）。
- 「さすらいの甲子園」1978年、角川書店。1979年、角川文庫。1980年にテレビ映画化（日本テレビ系）。
- 「葡萄畑」1978年、講談社。1981年、新潮文庫。
- 「天使を誘惑」1979年、新潮社。1982年、新潮文庫。1980年に映画化（東宝）。
- 「よろしく愛して」1980年、集英社。1984年、集英社文庫。
- 「こんな人生もいいものだ」1980年、河出書房新社。
- 「ときにはセンチメンタル 愛をめぐる16の会話」1980年、主婦と生活社。
- 「我らが仲間」1981年、集英社。1985年、集英社文庫。
- 「いつの日か驢馬に乗って」1981年、講談社。1984年、講談社文庫。
- 「ハロー・マイ・ラブ」1981年、中央公論社。1985年、角川文庫。
- 「真夜中のボクサー」1982年、角川書店。1983年、角川文庫。
- 「By the way」1982年、新潮社。1983年、新潮文庫。
- 「こんな女と暮らしてみたい」1982年、青春出版社。1983年、角川文庫。
- 「女のいない国」1983年、新潮社。1986年、新潮文庫。
- 「ブル」1984年、講談社。1988年、講談社文庫。
- 「朝はひとりが一番いい」1985年、講談社。1989年、講談社文庫。
- 「こんな女でいてほしい その男にとってただ一人の女とは」1985年、青春出版社。
- 「カムバック」1985年、新潮社。1989年、新潮文庫。
- 「まち子の夜景」1986年、講談社。1989年、講談社文庫。
- 「掠奪の初夏」1987年、新潮社。1990年、新潮文庫。
- 「高橋三千綱発東京通信」1987年、集英社。1992年、集英社文庫。
- 「あの時好きだと言えなかったオレ」1987年、太田出版。1990年、角川文庫。
- 「ひとりだけでは愛し足りない」1987年、扶桑社。
- 「なりちゃんのブル太さん」1988年、サンリオ出版。
- 「挑戦の世代」1989年、講談社。1992年、講談社文庫。
- 「坂道を越えた国」1989年、文藝春秋。1994年、文春文庫。
- 「風の誘い」1990年、光文社。
- 「不良と呼ばれた夏」1991年、祥伝社。1996年、ノン・ポシェット。
- 「オンザティ」1991年、講談社。のちに「涙」と改題、1994年、講談社文庫。
- 「少年期」1992年、集英社。のちに「少年期 『九月の空』その後」として、1996年、集英社文庫。
- 「雪のドレス」1992年、光文社。1994年、光文社文庫。
- 「霊能者」1992年、角川書店。1993年、角川ホラー文庫。
- 「われ本日ゴルフに開眼す」1993年、マガジンハウス。1997年、幻冬舎文庫。
- 「平成のさぶらい」1993年、講談社。1996年、講談社文庫。のちに「お江戸は爽快 右京之介助太刀始末」として、2004年、双葉文庫。
- 「卒業」1993年、集英社。1997年、集英社文庫。
- 「心の光景」1994年、角川書店。
- 「剣聖一心斎」1994年、文藝春秋。2002年、文春文庫。のちに「黄金の鯉 大江戸剣聖 一心斎」として、2013年、双葉文庫。
- 「花言葉 愛の劇場42章」1994年、集英社文庫。
- 「9番目の女」1995年、産経新聞ニュースサービス。のちに「九番目の女」として、1998年、角川文庫。
- 「風変りな淑女たち」1995年、集英社。のちに「霊感淑女」と改題、2005年、角川文庫。
- 「人生のグリーンに風が吹く 競馬・ゴルフ・旅 こんな毎日を楽しみたい」1996年、日本文芸社。
- 「江戸の若様 平成のさぶらい2」1996年、講談社。のちに「お江戸の若さま 右京之介助太刀始末」として、2004年、双葉文庫。
- 「あの一打 勝負を決めたあの一打は、まるで人生のように熱く、激しく、重かった」1997年、日本ヴォーグ&スポーツマガジン社。
- 「悲しみ君、さよなら」1997年、角川スニーカー文庫。
- 「彼女の感じ方」1997年、マガジンハウス。のちに「エクスタシィ 女たちの愛の本音」と改題、2003年、双葉文庫。
- 「プロポーズ」2000年、マガジンハウス。
- 「フェアウェイに見る夢」2000年、文藝春秋。
- 「恋わずらい｣2001年、朝日新聞社。
- 「倶楽部チャンピオン物語」2002年、学習研究社。
- 「あの人が来る夜」2003年、光文社。2008年、光文社文庫。
- 「空の剣 男谷精一郎の孤独」2004年、集英社。2007年、集英社文庫。
- 「今日から目覚める文章術」2005年、KKロングセラーズ。
- 「フェアウェイの涙」2005年、双葉文庫。
- 「明日のブルドッグ」2006年、草思社。
- 「お江戸の用心棒 右京之介助太刀始末」2007年、双葉文庫、上下巻。のちコスミック・時代文庫
- 「我が人生にゴルフあり 本日、ベスト8になる」2008年、学習研究社。
- 「素浪人心得 自由で愉快な孤高の男の生き方」2010年、講談社。
- 「猫はときどき旅に出る」2013年、集英社。
- 『ありがとう肝硬変、よろしく糖尿病』幻冬舎 2016
- 『投資家の父より息子への13の遺言』電波社 2016
- 『楽天家は運を呼ぶ』岩波書店 2017
- 『さすらいの皇帝ペンギン』集英社 2017
- 『作家がガンになって試みたこと』岩波書店　2018
- 『ハート型の雲』幻冬舎メディアコンサルティング, 2019.3
- 『パリの君へ 自選短編集』岩波現代文庫 2019.5
- 『和三郎江戸修行脱藩』集英社文庫 2019.8
- 『和三郎江戸修行愛憐』集英社文庫 2020.10
- 『悔いなく生きる男の流儀』コスミック出版, 2020.2
- 『和三郎江戸修行開眼』集英社文庫 2020.2
- 『和三郎江戸修行激烈』集英社文庫 2021.4
- 『枳殻家の末娘』青志社 2022.1

### 共著
- 『がんを忘れたら、「余命」が延びました! 健診、抗がん剤、手術に効果なし』近藤誠共著 ビジネス社, 2017

## 漫画原作
- 一発百万申し受け候 - 作画：永井豪、双葉社、単巻。
- お金儲けのエンジェル - 作画：近藤洋助、双葉社、全3巻。
- 男の涙 女の愛 - 作画：幡地英明、集英社、単巻。
- おれは女が嫌いだ - 作画：内山まもる、秋田書店、全2巻。
- オンザティ - 作画：本宮ひろ志、秋田書店、単巻。
- 風と剣 - 作画：内山まもる、講談社、全7巻。
- カムバック - 作画：内山まもる、秋田書店。
- 九番目の男 - 作画：かざま鋭二、双葉社、全8巻。
- こんな女と暮らしてみたい - 作画：内山まもる、講談社、全8巻。
- 純愛とセックス - 作画：かざま鋭二、双葉社、全6巻。
- セニョール・パ - 作画：かざま鋭二、双葉社、全6巻。
- タケルの誓い - 作画：のだしげる、エニックス、全2巻。
- Dr.タイフーン - 作画：かざま鋭二、双葉社、全25巻。
  - Dr.タイフーンJR - 作画：かざま鋭二、双葉社、全11巻。
  - 元祖Dr.タイフーン - 作画：かざま鋭二・堀井ひろし、双葉社、全16巻。
- ビ・アンビシャス - 作画：かざま鋭二・堀井ひろし、文藝春秋、単巻。
- B・J ボビィになりたかった男 - 作画：堀井ひろし、構成：かざま鋭二、学習研究社、全18巻。
- 光る風 - 作画：高橋功一郎、ALBA、既刊2巻（2013年7月4日時点）
- フェアウェイに見る夢 - 作画：里見桂、学習研究社、単巻。
- ブル田さん いつか娘に伝えたい話 - 作画：きくち正太、講談社、全6巻。
- プロゴルファー - 作画：内山まもる、双葉社、全12巻。
  - 新プロゴルファー - 作画：内山まもる、小池書院。
- Mr.LOVE - 作画：岡本はるすけ、双葉社、全2巻。
- もう一人のチャンピオン - 作画：前川K三、双葉社、単巻。
- 我が人生にゴルフあり - 作画：幡地英明、集英社、全10巻。
- 我ら九人の甲子園 - 作画：かざま鋭二、双葉社、全9巻。

## 出演番組
- 風の隼人（NHK総合、1979年、大山正蔵役）
- SHARPワールドクイズ・カンカンガク学（日本テレビ、1984年4月 - 5月、スタート当初のレギュラー解答者だったが短期で降板した）
- あの日、あの時（アール・エフ・ラジオ日本、1985年10月 - 1986年3月、巨人の名場面の中から毎週一つの出来事を取り上げる）
- 情熱報道ライブ「ニューズ・オプエド®」（2019-03-25、2018-11-19)